# 阿尼什
阿尼什（法語：Aniche，法語發音：[aniʃ]）是法国上法蘭西大區北部省的一个市镇，位于该省中东部，属于杜埃区。

## 地理
阿尼什（50°19'48"N, 3°15'4"E）面积6.52 平方千米，位于法国上法蘭西大區北部省，该省份为法国最北部的省份及最长的省份，西北濒北海，西接加来海峡省，南至埃纳省和索姆省，东与比利时接壤。
与阿尼什接壤的市镇（或旧市镇、城区）包括：布吕耶莱马尔谢讷、索曼、阿布斯孔、欧贝尔希库尔、埃梅尔希库尔。
阿尼什的时区为UTC+01:00、UTC+02:00（夏令时）。

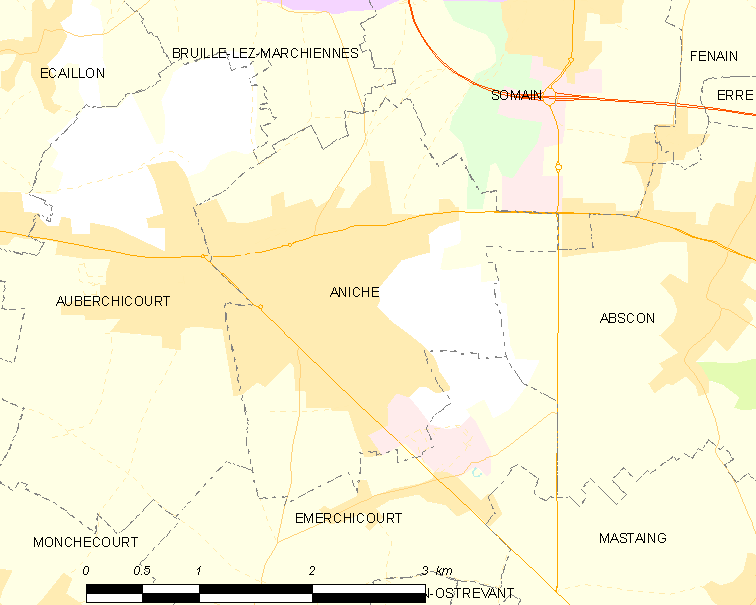
阿尼什的OSM定位图

## 行政
阿尼什的邮政编码为59580，INSEE市镇编码为59008。

## 政治
阿尼什所属的省级选区为阿尼什县。

## 交通
杜埃快速公交A线的东端起点就位于阿尼什境内。

## 人口

1962-2008年间阿尼什人口变化图示

阿尼什于2022年1月1日时的人口数量为10001人。